# Axinandra alata
Axinandra alata là một loài thực vật có hoa trong họ Crypteroniaceae. Loài này được Baill. mô tả khoa học đầu tiên năm 1876.